# Angèle e Tony
Angèle e Tony (Angèle et Tony) è un film del 2010 diretto da Alix Delaporte.
Presentato alla Settimana internazionale della critica della 67ª Mostra del cinema di Venezia, è uscito nelle sale cinematografiche francesi il 26 gennaio 2011 e in quelle italiane il 29 aprile 2011.
Ha vinto due Premi César 2012, per la migliore promessa maschile con Grégory Gadebois e la migliore promessa femminile con Clotilde Hesme.

## Trama
Angèle, una bella e giovane donna alla deriva e squattrinata che vive nella cittadina portuale di Port-en-Bessin-Huppain, incontra Tony dopo aver messo un annuncio matrimoniale. Angèle omette di dire a Tony di avere un figlio che vive da due anni con i nonni in quanto lei ha da poco terminato un periodo di detenzione in prigione per fatti posti in relazione alla morte del marito.
Tony ha un peschereccio e anche se il settore è in crisi ha un'attività ben avviata e permette ad Angèle di lavorare nel banco al dettaglio insieme alla riluttante madre, da poco vedova per la perdita in mare del marito.
Angèle vuole sposarsi perché sa che solo con un lavoro e una relazione stabile può convincere il giudice a riavere il figlio. Cercando di conquistare Tony gli si offre più volte ma lui rifiuta facendole capire che non l'ha aiutata per avere del sesso in cambio.
Angèle si impegna al lavoro e nelle attività della comunità. Quando la madre di Tony scopre i suoi segreti è lei stessa a convincersi di mollare tutto, ma allora è proprio la futura suocera, che inizialmente la ostacolava, a darle una nuova possibilità.
Durante le prove di una rappresentazione teatrale che coinvolge il figlio Yohan e alla quale partecipa tutta la comunità, tra Tony e Angèle scocca la scintilla. Lui capisce l'importanza del bambino e tutto ciò che lei sta facendo per riaverlo. Così è lui stesso a spingere per il matrimonio.
Il giorno delle nozze il nonno vi porta il piccolo Yohan. Questi che aveva già visitato e apprezzato la casa di Tony, sulla strada verso il municipio chiede a Tony come si peschino i granchi. L'uomo, prima di recarsi in municipio dove tutti li attendono, accompagna la sua futura moglie e il suo futuro figliastro nella zona palustre per insegnargli come si pesca un granchio. Angèle può finalmente sorridere perché non solo ha ritrovato il figlio ma, ora, con Tony, può dargli una vera famiglia.

## Riconoscimenti
- 2 Premi César 2012: migliore promessa maschile (Grégory Gadebois) e migliore promessa femminile (Clotilde Hesme)